# John Moffitt
John Moffitt (Estados Unidos, 12 de octubre de 1980) es un atleta estadounidense, especializado en la prueba de salto de longitud en la que llegó a ser subcampeón olímpico en 2004.

## Carrera deportiva
En los JJ. OO. de Atenas 2004 ganó la medalla de plata en el salto de longitud, llegando hasta los 8.47 metros, tras su compatriota Dwight Phillips(oro con 8.59 m) y por delante del español Joan Lino Martínez (bronce con un salto de 8.32 metros).